# Altamira-San Kristobal
Altamira-San Kristobal es una entidad de población española del municipio de Busturia, perteneciente a la provincia de Vizcaya, en la comunidad autónoma del País Vasco. Comprende los barrios de Altamira y San Cristóbal. En 2023, la entidad singular de población tenía empadronados 863 habitantes y el núcleo de población, 848.